# Коллон, Николас
Николас Коллон (англ. Nicholas Collon; род. 1983, Лондон, Великобритания) — английский дирижёр; главный дирижёр Гаагского филармонического оркестра «Резиденси» (2018—2021).
С сезона 2021/2022 года избран главным дирижёром Симфонического оркестра Финского радио.

## Биография
Родился в 1983 году в Лондоне. Окончил Итонский колледж, а также Клэр-колледж Кембриджского университета по классу органа. Играл в качестве альтиста в Национальном молодежном оркестре Великобритании (NYOGB). Одним из его наставников по дирижированию был сэр Колин Дэвис. Также был ассистентом у дирижёра сэра Марка Элдера в оркестре Халле.
В 2004 году вместе с Робином Тиччати и другими музыкантами из NYOGB основали Аврора оркестр, в котором Коллон стал художественным руководителем.
В 2008 году он был удостоен стипендии Фонда искусств из списка двадцати номинированных британских дирижёров. В сезоне 2011/2012 года был помощником дирижёра Лондонского филармонического оркестра.
В апреле 2007 года Коллон дирижировал оперу Моцарта «Волшебная флейта» в постановке Сэмюэля Уэста в Рамалле и Вифлееме — первую в истории оперную постановку на Западном берегу и вернулся в 2009 году с той же командой с постановкой оперы Пуччини «Богема».
В сентябре 2012 года состоялся его дирижёрский дебют в Английской национальной опере. В июне 2013 года он дирижировал на британской премьере оперы Джонатана Харви «Мечта Вагнера» в Валлийской национальной опере.
В июне 2015 года Гаагский филармонический оркестр «Резиденси» объявил об избрании Коллона в качестве одного из главных дирижёров с 1 августа 2016 года, а в июне 2017 года утвердил его в качестве единственного главного дирижёра и художественного руководителя оркестра с 1 августа 2018 года на срок не менее трёх лет.
В 2017 году был приглашённым дирижёром Симфонического оркестра Финского радио, а в мае 2019 года было анонсировано, что он избран главным дирижёром Симфонического оркестра Финского радио начиная с сезона 2021/2022 года. Он станет первым не финским дирижёром этого оркестра.